# Sœurs de Marie Auxiliatrice
Ne doit pas être confondu avec Filles de Marie Auxiliatrice.
Les Sœurs de Marie Auxiliatrice (en latin : Societatis Mariae Auxiliatricis) est une congrégation religieuse féminine de droit pontifical vouée à divers projets d'assistance et à l'adoration eucharistique.

## Histoire
Vers 1850, Louis de Soubiran, chanoine de Castelnaudary, désire créer une communauté sur le modèle des béguinages de Belgique pour les jeunes filles qui ne veulent pas se marier ni entrer dans un couvent. En effet, les béguines habitent de petites maisons groupées autour d'une église où elles se réunissent pour des prières communes mais vivent du fruit de leur travail, et peuvent sortir en ville contrairement aux religieuses cloîtrées.
Pour réaliser son projet, il demande à sa nièce Sophie (1834-1889) de partir à Gand faire son noviciat dans un béguinage pour s'initier à ce genre d'organisation. Elle revient à Castelnaudary le 29 septembre 1854 et s'installe dans une maison appelée l'enclos du Bon-Secours, bientôt rejointe par d'autres compagnes. Le 14 novembre 1855, elle reçoit l'habit religieux sous le nom de Sœur Thérèse et prononce ses vœux avec quatre compagnes lors d'une cérémonie présidée par François-Alexandre Roullet de La Bouillerie, évêque de Carcassonne. Elles décident de recueillir des filles retirées à des familles inadaptées et de les former à un métier manuel.
Dans la nuitdu 6 novembre 1861, le couvent est ravagé par les flammes mais tout le monde s'en sort indemne. Les sœurs passent le reste de la nuit en prière. Le 8 septembre 1862, la fondatrice décide que les sœurs porteraient toutes le nom de Marie, elle prend donc le nom de Marie-Thérèse. Au jour anniversaire de l'incendie, elle propose que la communauté reste en prière toute la nuit devant le Saint Sacrement exposé. L'enthousiasme est tel que l'expérience est renouvelée chaque mois puis chaque semaine. Marie-Thérèse, qui rêve de vie religieuse plus complète que le béguinage, comprend que ses compagnes ont la même aspiration.
En mai 1864, Marie-Thérèse de Soubiran fait une retraite spirituelle de trente jours selon les exercices de saint Ignace dans le couvent des Sœurs de Marie-Réparatrice de Toulouse. À la fin de ce mois de recueillement, elle est certaine d'être appelée à fonder une congrégation religieuse sous le vocable de Marie Auxiliatrice et vouée au service des jeunes filles les plus défavorisées et à la vie contemplative. Elle commence la rédaction des constitutions en s'inspirant de celle des jésuiteset fait venir plusieurs sœurs à Toulouse qui continuent l’adoration eucharistique nocturne comme à Castelnaudary. 
Avec la Révolution industrielle, les sœurs voient l’exode rural d'adolescentes ou de jeunes filles de la campagne vers les villes pour gagner leur vie dans les usines. Elles sont alors livrées à elles-mêmes et surexploitées dans des conditions de travail précaires, avec parfois le risque d'être victimes de surmortalitéou de prostitution forcée. Les religieuses fondent une première maison de famille à Toulouse pour accueillir ces jeunes filles de quatorze à vingt-cinq ans. Moyennant une faible rétribution, la maison offre le logement et les repas, une formation avec des cours du soir et une protection contre l’exploitation. Ce modèle novateur inspirera la création de foyers de jeunes travailleuses en France et à l'étranger.
L'institut reçoit le décret de louange le 19 décembre 1868. L'année suivante, de nouvelles maisons de famille sont ouvertes à Amiens et à Lyon (d’abord rue François-Dauphin, place Saint-Clair en 1889 puis rue Bossuet en 1895). C'est ensuite Paris et Angers en 1872. La nomination de Mère Marie-François (Julie Richer) en 1871 comme assistante générale gâche tout. Par son imprévoyance et sa mauvaise gestion, elle conduit l'institut presque à la faillite puis falsifie les comptes pour accuser Marie-Thérèse d’en être la cause. La fondatrice est expulsée de la communauté et Julie Richer devient supérieure générale jusqu'à l'élection le 29 août 1890 de Mère Marie-Élisabeth de Luppé,.
Avec les maisons de famille, les sœurs constatent les conditions sanitaires déplorables des jeunes travailleuses. L'alimentation déséquilibrée, la mauvaise ventilation et le peu de lumière de logements insalubres contribuent au développement des infections, notamment de la tuberculose, responsable à l'époque d'un quart des décès dans le monde. En 1875, les sœurs créent une société de secours mutuel permettant aux jeunes filles de cotiser un sou par jour pour bénéficier de soins médicaux gratuits et d'une hospitalisation pendant trois mois en cas de maladie. Elles fondent ensuite un dispensaire rue de Maubeuge. Elles achètent en 1881 une demeure à Villepinte avec un parc de onze hectares dans le but d'en faire un sanatorium pour les ouvrières tuberculeuses.
En 1893, un legs composé d'un château et d'un parc de 13 hectares proche de la forêt de Sénart, permet aux religieuses d'ouvrir le préventorium Minoret dans le hameau de Champrosay (maintenant quartier de Draveil). L'année suivante, c'est le sanatorium Alice-Fagniez qui voit le jour à Hyères. En 1920, l'œuvre de Villepinte est reconnue d'utilité publique. Un autre don permet l’ouverture du sanatorium Sainte Marthe à Épernay. Le centre hélio-marin Jeanne-d'Arc est ouvert au Pradet en 1924.
Une maison d'éducation est ouverte à Naples en 1886 ; pour que leurs élèves puissent profiter de vacances hors de la ville, les sœurs achètent en 1907 un ancien monastère de Théatins à Vico Equense. Les constitutions sont approuvées par le Saint-Siège le 30 janvier 1901. Elles ouvrent ensuite des maisons au Japon (1947), en Irlande (1952), au Cameroun (1967), en Micronésie (1980), en Corée du Sud (1985)et aux Philippines (1996).

## Fusion
Trois congrégations ont fusionné avec elles: 
- 1946 : Les Sœurs de Saint Joseph de la Providence fondées en 1651 à Limoges par Marcelle Chambon (1599-1661) veuve Germain, pour l'éducation et le soin des orphelines. François de La Fayette, évêque de Limoges, reconnaît officiellement la communauté le 9 mai 1654. Elles s'agrègent le 7 mars 1664 avec une communauté de Paris, également vouée aux orphelines, dont Marcelle Chambon s'était occupée avant celle de Limoges. La bulle d'institution des sœurs de Limoges est accordée en 1677 par Innocent XI. Lors de la Révolution française, les sœurs sont emprisonnées. Mère Boutinaud, en religion Sœur de la Vierge, restaure secrètement la communauté sous le Directoire. Le 28 avril 1820, elles reprennent la règle de saint Augustin et la clôture religieuse. En 1837, trois religieuses fondent une maison à Guéret [28],[29].

- 1955 : Les Sœurs de Notre-Dame de Miséricorde du Bon Pasteur. L'origine de la congrégation remonte à 1812. À cette époque, une association de filles pieuses s’occupe de l'hospice de Draguignan. Le 31 décembre 1812, elles sont agrégées aux Filles de la Sainte-Enfance de Jésus et de Marie, qui avaient fondé un établissement à Aix-en-Provence ; cette maison est dissoute mais l'association de Draguignan continue sa mission. Louis-Charles-Jean-Baptiste Michel (1761-1845), évêque de Fréjus, érige la communauté en congrégation diocésaine le 20 novembre 1838 sous le nom de sœurs de Notre-Dame-de-Miséricorde du Bon-Pasteur. Il leur donne pour mission de se vouer au soin des pauvres malades dans les hospices, et à l'éducation chrétienne des jeunes filles. Il nomme sœur Sainte-Dorothée comme supérieure générale. Dans le même temps, le pensionnat des demoiselles Escalon de Marseille devient la propriété du Bon-Pasteur, par l'admission d'Eléonore Escalon, qui reçoit en religion le nom de sœur Marie-Joseph. Casimir Wicart favorise l'extension de l'œuvre ; il obtient le 29 avril 1853 un décret de l'empereur Napoléon III, autorisant légalement la congrégation[30].

- 1955 : Les Sœurs de la Sainte Famille d'Aurillac. En 1838, le Père Jean Murat (1786-1869), missionnaire dans le massif central, envoie quatre jeunes filles auprès des Sœurs de la Sainte Famille de Lyon pour qu'elles se forment à la vie religieuse et aux œuvres de charité. Elles reviennent à Aurillac l'année suivante. Elles créent un ouvroir et un orphelinat puis une école pour les filles sourdes-muettes en 1846[31]. Elles s'occupent également des pauvres et des malades[32].

## Activités et diffusion
Les Sœurs de Marie Auxiliatrice se consacrent à divers projets d'assistance, notamment en faveur des pauvres et des jeunes femmes et à l'adoration du Saint-Sacrement.
Elles sont présentes en: 
- Europe : France, Irlande, Italie, Royaume-Uni.
- Afrique : Cameroun.
- Asie : Corée du Sud, Japon, Philippines.
- Océanie ; Micronésie.

La maison-mère est située rue de Maubeuge à Paris. 
En 2017, la congrégation comptait 160 sœurs dans 23 maisons.